# ایوا توگوری
ایوا توگوری (انگلیسی: Iva Toguri D'Aquino; ۴ ژوئیهٔ ۱۹۱۶ – ۲۶ سپتامبر ۲۰۰۶) Typist and broadcaster، یک آمریکایی ژاپنی‌تبار متولد لس آنجلس، ساکن در ژاپن در طی جنگ جهانی دوم بود.
او در برنامه‌های رادیو ان‌اچ‌کی به زبان انگلیسی شرکت می‌کرد. این برنامه‌ها برای سربازان متفقین جنگ جهانی دوم در اقیانوس آرام در طی جنگ جهانی دوم تحت عنوان شو رادیویی ساعت صفر پخش می‌شد.
توگوری خود را یتیم آن می‌نامید، اما به سرعت با عنوان «توکیو رز»، که توسط سربازان متفقین ساخته شده بود، به‌طور نادرست شناخته شد. پس از تسلیم ژاپن، توگوری به مدت یک سال توسط ارتش ایالات متحده بازداشت شد و قبل از آزادی به دلیل کمبود شواهد، آزاد شد. مقامات وزارت دادگستری ایالات متحده آمریکا موافقت کردند که پخش‌های وی بی‌ضرر بوده‌است، اما هنگامی که توگوری سعی در بازگشت به ایالات متحده داشت، شور و هیاهوی عمومی برپا شد، و این امر باعث شد اداره تحقیقات فدرال تحقیقات خود را دربارهٔ فعالیت‌های توگوری در زمان جنگ تجدید کند.
وی بعداً توسط دادستان ایالات متحده آمریکا به اتهام هشت فقره خیانت متهم شد. نتیجه دادگاه ۱۹۴۹ وی، منجر به محکومیت در یک مورد شد، که بیش از شش سال از ده سال حبس را در زندان گذراند. روزنامه‌نگاری تحقیقی و بازرسان دولتی سالها بعد مجموعه ای از سابقه بی نظمی، کیفرخواست، محاکمه و محکومیت، از جمله اعترافات شاهدان اصلی که در مراحل مختلف شهادتشان خود را دروغ گفته بودند، را به هم پیوند دادند. توگوری در سال ۱۹۷۷ توسط رئیس‌جمهور جرالد فورد مورد بخشش قرار گرفت.